# Saint-Clément-des-Baleines
Saint-Clément-des-Baleines ist eine Gemeinde mit 712 Einwohnern (Stand 1. Januar 2022) auf der  französischen Île de Ré an der Atlantikküste.

## Geografie
Es handelt sich um ein Dorf ohne eigenen Hafen an der Westküste (Côte sauvage) der Insel gegenüber/oberhalb der Insel Île d’Oléron und stellt zugleich den nördlichsten Punkt der Insel dar. Saint-Clément ist einer der kleineren Orte der Insel und setzt sich aus fünf Weilern zusammen: (1) le Gillieux (der größte der fünf Weiler, in dem Monsieur Julien du Collège de Mazarin lebte und zwei Kapellen erbaute, eine private für sich und eine öffentliche; (2) le Chabot (das Anwesen der Familie Chabot); (3) la Tricherie (dort lebten die Trichets); (4) le Godinand (ehemals Wohnort der Familie Godin); (5) le Griveau (nach den Grauvrits benannt). Diese Orte verfügten von alters her über Süßwasserbrunnen und waren daher für die Besiedlung geeignet. 1843 wurde eine zentrale Pfarrkirche für die fünf Weiler errichtet und vom Priester von Ars Saint-Clément geweiht. Der Zusatz des-Baleines bedeutet von den Walfischen. Die Benennung erfolgte in Erinnerung an Papst Clemens, zu dessen Lebzeiten die Region Saintonge, zu der die Ile de Ré gehört, evangelisiert wurde.
Saint-Clément-des-Baleines ist die westlichste Gemeinde des Départements Charente-Maritime. Der Küstenstreifen nahe Saint-Clément-des-Baleines ist zum größten Teil ein Sandstrand mit zum Teil steinigem (felsigem) Untergrund, der es ermöglicht, bei Ebbe Muscheln und andere Meeresfrüchte zu sammeln. Es sind aber auch einige kleine Abschnitte Steilküste vorhanden. Östlich der Leuchttürme befinden sich Resten der Bunkerbauwerke des Atlantikwalls aus dem Zweiten Weltkrieg. Hier wurden in den 1960er Jahren Szenen des US-Spielfilms Der längste Tag gedreht.

## Bevölkerungsentwicklung
| Jahr                       | 1962 | 1968 | 1975 | 1982 | 1990 | 1999 | 2009 | 2016 |
| Einwohner                  | 439  | 490  | 480  | 516  | 607  | 728  | 721  | 628  |
| Quellen: Cassini und INSEE |      |      |      |      |      |      |      |      |

## Wirtschaft

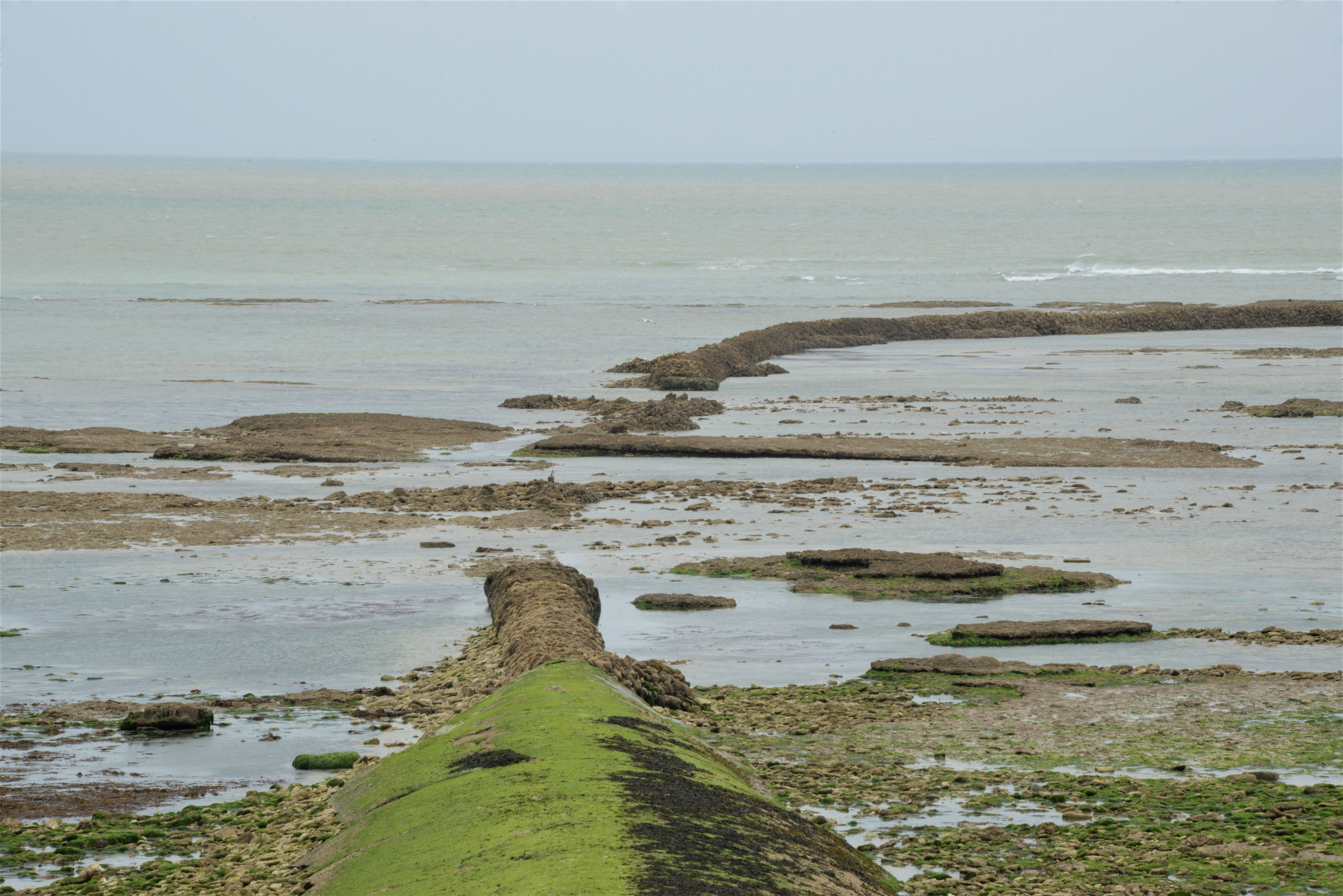
Fischwehr

Wie die meisten Orte der Ile de Ré lebt auch Saint-Clément-des-Baleines heutzutage im Wesentlichen von
- Fischerei
- Tourismus (es gibt mehrere Campingplätze und ein Hotel)
- Seetourismus und Wassersport.
- Zudem werden Kartoffeln, Spargel und weitere Gemüse sowie Wein angebaut.

Der leichte bis mittelschwere Sandboden erlaubt den Anbau von Kartoffelsorten, die es in Frankreich sonst nicht gibt. Sie sind die einzigen Kartoffeln in ganz Frankreich, die das Prädikat A.O.C. tragen dürfen. Das Gemüse wird frankreichweit unter der eigens geschaffenen und geschützten Herkunftsbezeichnung Île de Ré vermarktet.

## Sehenswürdigkeiten

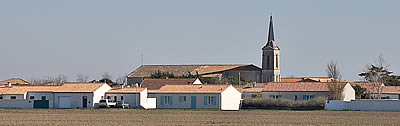
Saint-Clément-des-Baleines

Siehe auch: Liste der Monuments historiques in Saint-Clément-des-Baleines
- Zum Ort gehören zwei Leuchttürme, die sich noch in Betrieb befinden, auf dem Land der Phare des Baleines (57 Meter, gebaut 1854) und im Wasser der Phare des Baleineaux. Darüber hinaus gibt es einen alten 27 Meter hohen Leuchtturm aus dem 17. Jahrhundert, der seinerzeit von Minister Colbert in Auftrag gegeben wurde, nachdem ihm der Vorschlag dazu durch seinen Cousin, den damaligen Marineintendanten von Rochefort, Charles Colbert de Terron, unterbreitet wurde. Das Bauwerk wurde 1682 fertiggestellt.

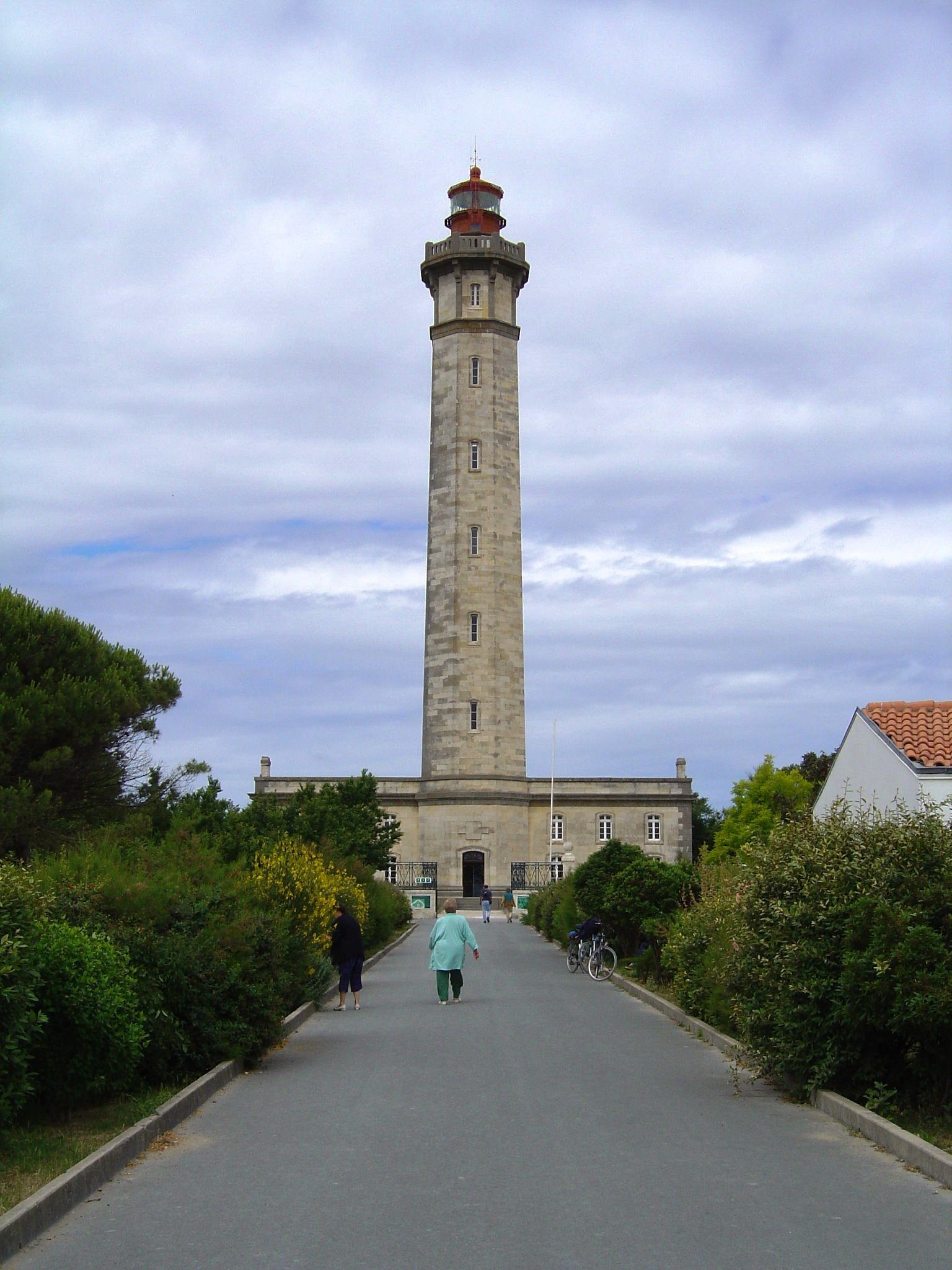
Île de Ré, Phare des Baleines

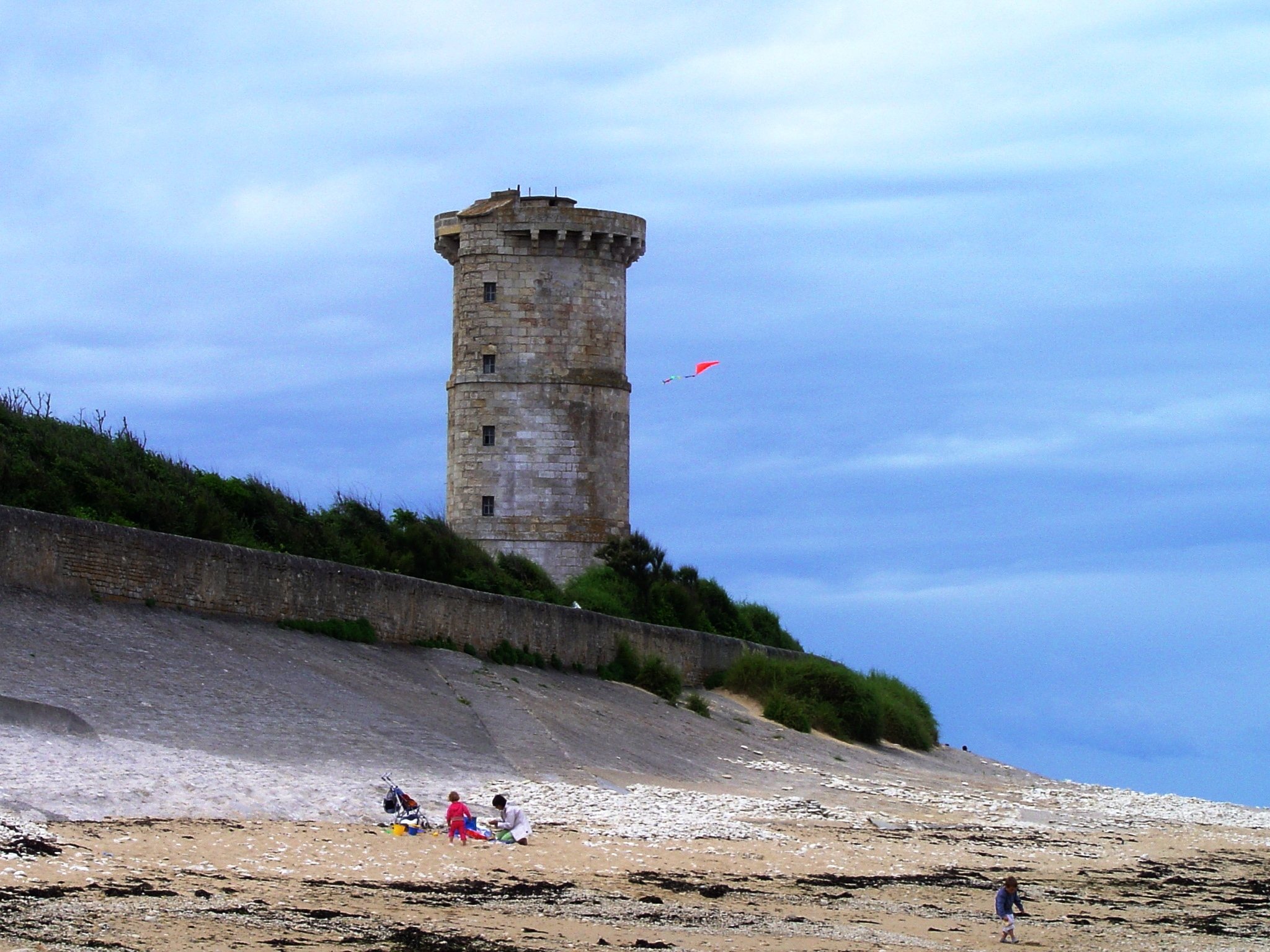
Der alte Leuchtturm, erbaut von Colbert

- Das Fischwehr bei der Conche-des-Baleines stehen unter Denkmalschutz und wird von einer Interessengemeinschaft instand gehalten und betrieben. Der Fang steht deren Mitgliedern zu. Bei Ebbe ist eine Wanderung neber dem Wall des Wehres am Leuchtturm ein interessantes Erlebnis; bei Flut liegt das Gebiet unter Wasser. Wichtig ist rutschfestes Schuhwerk, da die Felsen mit Algen bewachsen sind.
- Sehenswert sind zudem das Flügelsignal (franz. le Sémaphore) der französischen Marine sowie
- die Remise des alten Rettungsbootes (franz. le Hangar de l’ancien Canot de Sauvetage).

## Geschichte
In der Vergangenheit ist es immer wieder vorgekommen, dass Wale an der Insel gestrandet sind:
- Bei Plinius dem Älteren ist überliefert, dass an der Nordspitze der Insel seinerzeit etwa 300 Wale gestrandet sein sollen und daher der Name des Baleines stammt.
- Kapitän Bruneau aus Rivedoux berichtet von einer Strandung der Wale am 31. Dezember 1582
- Nicolas Herbin, Notar der Lehnsherren von Ars und Loix berichtet von einer Strandung in den Jahren 1584 und 1586.
- Jehan Seignette, ein Arzt aus La Rochelle, beobachtete die Strandung und das Sterben eines Wales von 15 m Länge.

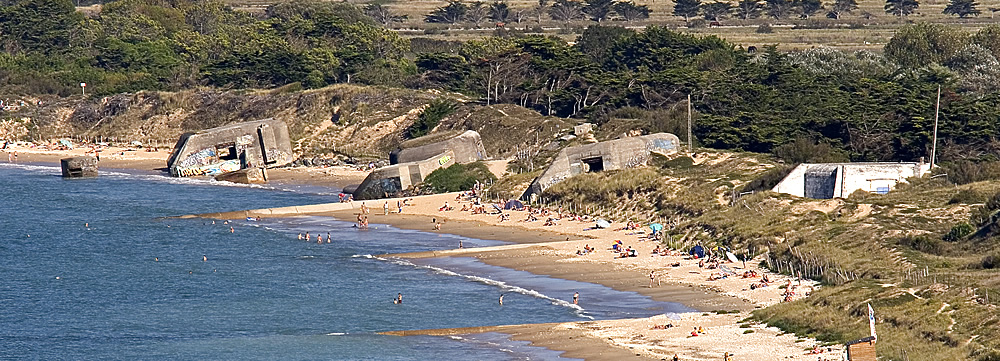
Bunker der deutschen Wehrmacht bei Saint-Clément-des-Baleines, in der Nähe der Leuchttürme